# Suleja
Suleja è una città della Repubblica Federale della Nigeria appartenente allo stato di Niger. 
È il capoluogo dell'omonima area a governo locale (local government area) che conta una popolazione di 216.518 abitanti.